# Clos du Doubs
Clos du Doubs is een gemeente in het Zwitserse kanton Jura en maakt deel uit van het district Porrentruy. Door de gemeente stroomt de Doubs.
Clos du Doubs telt 1.301 inwoners.

## Geschiedenis
De gemeente Clos du Doubs werd opgericht op 1 januari 2009 uit de fusie van de gemeenten Epauvillers, Epiquerez, Montenol, Montmelon, Ocourt, Saint-Ursanne en Seleute.

## Geografie
Clos du Doubs heeft een oppervlakte van 61.77 km² en grenst aan de buurgemeenten Boécourt, Burnevillers, Cornol, Courgenay, Fontenais, Haute-Sorne, La Baroche, Montancy, Montfaucon, Saint-Brais en Soubey.